# Steroidna hidroksilaza
Steroidne hidroksilaze su klasa enzima koji učestvuju u biosintezi steroida.

## Dodatne slike
- Steroidogeneza
- Steroidna nomenklatura — numeracija ugljenika
- Produkcija DHEA iz holesterola

## Spoljašnje veze
- Steroid+hydroxylases на 